# Tyräsaari (ö i Norra Karelen, Pielisen Karjala)
Tyräsaari är en ö i Finland. Den ligger i sjön Suomunjärvi och i kommunen Lieksa i den ekonomiska regionen  Pielinen-Karelen  och landskapet Norra Karelen, i den östra delen av landet, 400 km nordost om huvudstaden Helsingfors. Öns area är 1,5 hektar och dess största längd är 410 meter i sydöst-nordvästlig riktning.